# Funk-rock
A funk-rock egy könnyűzenei műfaj, amely a rock és funk zene elemeit ötvözi. Az 1970-es évek elejétől alakították ki olyan előadók, mint például Jimi Hendrix, Eric Burdon, a Funkadelic, Betty Davis, és a Mother's Finest.
Sokfajta hangszeren játsszák, de a teljes hangzást főleg a basszus, a dob és az elektromos gitár határozzák meg. Míg a ritmusszekció a funk zene által van befolyásolva, addig az elektromos gitár hatások a rock színtérről érkeznek. Gyakran használt effekt a torzítás.

## Története
Jimi Hendrix volt az első ismert művész, aki egyesítette a korai funk ritmust a pszichedelikus rock riffjeivel. Talán a legkorábbi példa az 1967-es Little Miss Lover című dala. Koncertalbumán, a Band of Gypsysen funky ritmusok és erőteljes riffek hallhatóak, és a befejezetlen albuma is tartalmazott néhány funk-rock dalt (Voodoo Child, Freedom, Izabella, Straight Ahead).
A funk-rock másik úttörői az 1970-es évek brit rock zenészei voltak: Trapeze, Rolling Stones, Led Zeppelin és David Bowie. Ennek hatására később több amerikai előadó is kísérletezett a funk és a rock keverésével, mint például Frank Zappa, Gary Wright és Rick James. Az 1980-as évek elején a new wave előadók is merítettek a korai funk-rock előadóktól, a Blondie és a Talking Heads a post-punkkal keverte a funk hangzást, ennek eredménye a punk funk stílus lett. Ezen időszak leghíresebb funk-rock dala a Queen együttes Another One Bites the Dust műve volt.
A műfaj sok még ma is aktív előadót megihletett, nem egyszer az alternatív rock színtérről: Red Hot Chili Peppers, Fishbone, Primus, Jane’s Addiction, Spin Doctors, Maroon 5, Prince. Az 1990-es évek elején különböző együttesek a heavy metallal elegyítették a funk zenét, ennek eredménye a rengeteg torzított gitárhangzással megszólaló funk metal lett.

## Alműfajok

### Funkcore
A funkcore a hardcore punk és a funk fúziója, amely az 1980-as években alakult ki. Kemény, hangos és gyors gitárriffek jellemzik, de ellentétben a rockzenével ez nem nyomja el a basszust, amely meghatározóvá válik a ritmus szempontjából. A dobok gyakran funk alapúak, de a hardcore-hoz hasonlóan gyorsak és pörgősek. Néha megjelenik a szintetizátor és a fúvósok a hangszerelésben, de általában nem jellemző. Két példa a funkcore együttesre: Jungle Fever és Adequate Seven.

### Punk-funk
A punk funk (más néven dance-punk, vagy disco-punk) a punk (vagy post-punk) és a funk keveréke. Bizonyos esetekben jelentheti az alternatív rock és funk keverékét is. Az első megjelenése 1977-ben volt, amikor a Gang of Four kiadta a debütáló albumát, az Entertainment!-et. Az 1980-as évek folyamán a Blondie, The Clash és Talking Heads együttesek tették híressé az irányzatot. A stílus újraéledt a New York-i underground színtéren a The Rapture, a Radio 4, a Liars, a !!!, az Out Hud és az LCD Soundsystem, akik a funk-rockot hiphop és house elemekkel kezdték vegyíteni.

### Funk metal
A funk metal a funk és a heavy metal zene fúziója, amely az 1980-as években került a nyilvánosság elé. Gyors, metalos gitárjáték és funk inspirálta ritmusszekció jellemzik, a hiphop stílusú rímelések pedig gyakran illenek az alternatív rockhoz hasonló megközelítéshez. Példák: Red Hot Chili Peppers, Primus és Faith No More.